# Diophila bathrota
Diophila bathrota är en fjärilsart som beskrevs av Edward Meyrick 1911. Diophila bathrota ingår i släktet Diophila och familjen fransmalar. Inga underarter finns listade i Catalogue of Life.